# Thornford
Thornford – wieś w Anglii, w hrabstwie Dorset, w dystrykcie (unitary authority) Dorset. Leży 26 km na północ od miasta Dorchester i 183 km na zachód od Londynu. Miejscowość liczy 834 mieszkańców.